# Le Chenit
Le Chenit este un oraș în Elveția.